# Santa Esmeralda
Santa Esmeralda is een Amerikaans/Franse discogroep, die in 1977 een nummer 1 clubhit scoorde met een cover van het lied "Don't Let Me Be Misunderstood".
De band was in zijn originele formatie actief van 1977 tot 1981. In 2002 werd de band nieuw leven ingeblazen.

## Geschiedenis
De band werd opgericht door Leroy Gómez. Hij begon op zijn 14e reeds zijn eigen band en voegde zich later bij Tavares. Met hen ging hij op tour in Noord-Amerika en Europa.
In Parijs werd hij door Elton John uitgenodigd om mee te werken aan diens album Goodbye Yellow Brick Road. Hierna verliet Gómez Tavares en leerde de songwriters Nicolas Skorsky en Jean Manuel de Scarano kennen. Met hen richtte hij de band Santa Esmeralda op. Het eerste album van de band was Don't Let Me Be Misunderstood, met Gómez als zanger. Dit album werd uitgebracht door het onafhankelijke platenlabel Fauves Puma.  Het album was een groot succes in Europa, en werd door Casablanca Records wereldwijd uitgebracht. De B-kant van het album, You're My Everything, werd een succes op de radio.
Santa Esmeralda begon als een studioact, maar Gómez wilde ook graag gaan optreden. Daarom werd de groep uitgebreid met dansers, waaronder Gómez’ toekomstige vrouw Tequila.
Santa Esmeralda scoorde nog een top 20 discohit met een cover van The House of the Rising Sun", maar het zangwerk werd dit keer gedaan door Jimmy Goings. In 1978 werd het lied "Sevilla Nights" opgenomen als soundtrack voor de film Thank God It's Friday. Verder had Santa Esmeralda dat jaar drie albums in de hitlijsten staan.
Nadien scoorde Santa Esmeralda nog een kleine hit met "Beauty" en "Another Cha-Cha/Cha-Cha Suite". De albums die de band daarna uitbracht, resulteerden niet meer in noemenswaardige hits. Toen het discogenre bovendien aan populariteit verloor, werd besloten de groep op te heffen.
In 2002 ging Gómez op tournee met een nieuwe samenstelling van de groep. Samen met hen bracht hij  Lay Down My Love en Santa Esmeralda - The Greatest Hits uit. In 2003 kreeg de groep nieuwe aandacht toen "Don't Let Me Be Misunderstood" werd gebruikt op de soundtrack van Kill Bill.

## Discografie

### Albums
| Album met eventuele hitnotering(en) in de Nederlandse Album Top 100 | Datum van verschijnen | Datum van binnenkomst | Hoogste positie | Aantal weken | Opmerkingen      |
| ------------------------------------------------------------------- | --------------------- | --------------------- | --------------- | ------------ | ---------------- |
| Don't let me be misunderstood                                       | 1977                  | 03-09-1977            | 1(4wk)          | 20           | met Leroy Gomez  |
| Santa Esmeralda 2 - The house of the rising sun                     | 1978                  | 04-02-1978            | 25              | 8            | met Jimmy Goings |
| Beauty                                                              | 1978                  | -                     |                 |              | met Jimmy Goings |
| Another cha-cha                                                     | 1979                  | -                     |                 |              |                  |
| Don't Be Shy Tonight                                                | 1980                  | -                     |                 |              |                  |
| Hush                                                                | 1981                  | -                     |                 |              |                  |
| The Green Talisman                                                  | 1982                  | -                     |                 |              | met Jimmy Goings |
| Gloria                                                              | 2005                  | -                     |                 |              |                  |
| Hasta Luego                                                         | 2005                  | -                     |                 |              |                  |

### Singles
| Single met eventuele hitnotering(en) in de Nederlandse Top 40 | Datum van verschijnen | Datum van binnenkomst | Hoogste positie | Aantal weken | Opmerkingen                                                                                                 |
| ------------------------------------------------------------- | --------------------- | --------------------- | --------------- | ------------ | --- |
| Don't let me be misunderstood - Esmeralda suite               | 1977                  | 27-08-1977            | 5               | 10           | met Leroy Gomez / #4 in de Nationale Hitparade, #4 in de TROS Europarade / Veronica Alarmschijf Hilversum 3 |
| The house of the rising sun - Quasimodo suite                 | 1977                  | 28-01-1978            | 20              | 5            | met Jimmy Goings / #20 in de Nationale Hitparade                                                            |

| Single met hitnotering(en) in de Vlaamse Ultratop 50 | Datum van verschijnen | Datum van binnenkomst | Hoogste positie | Aantal weken | Opmerkingen                                    |
| ---------------------------------------------------- | --------------------- | --------------------- | --------------- | ------------ | ---------------------------------------------- |
| Don't let me be misunderstood + Esmeralda suite      | 30-09-1977            | 27-08-1977            | 2(2wk)          | 13           | met Leroy Gomez / Nr. 2 in de Radio 2 Top 30   |
| The house of the rising sun + Quasimodo suite        | 07-01-1978            | 21-01-1978            | 21              | 4            | met Jimmy Goings / Nr. 14 in de Radio 2 Top 30 |

### NPO Radio 2 Top 2000
| Nummer met noteringen in de NPO Radio 2 Top 2000 | '99 | '00  | '01  | '02 | '03  | '04  | '05  | '06  | '07  | '08  | '09 | '10  | '11  | '12  | '13  | '14  | '15  | '16  | '17  | '18  | '19  | '20  | '21  |
| ------------------------------------------------ | --- | ---- | ---- | --- | ---- | ---- | ---- | ---- | ---- | ---- | --- | ---- | ---- | ---- | ---- | ---- | ---- | ---- | ---- | ---- | ---- | ---- | ---- |
| Don't Let Me Be Misunderstood                    | 904 | 1134 | 1007 | 867 | 1075 | 1065 | 1033 | 1021 | 1266 | 1084 | 966 | 1167 | 1186 | 1093 | 1251 | 1143 | 1206 | 1401 | 1384 | 1890 | 1816 | 1830 | 1926 |

1. ↑  Een vetgedrukt getal geeft de hoogste notering aan.
2. ↑  Deze tabel is bijgewerkt tot en met de laatste editie (2024).